# Our Favourite Shop
Our Favourite Shop är den brittiska gruppens The Style Councils andra album, utgivet i maj 1985. Albumet gick direkt in på första plats på brittiska albumlistan och låg totalt 22 veckor på listan. I USA gavs det med något annorlunda innehåll ut under titeln Internationalists.

## Låtförteckning
1. Homebreakers
2. All Gone Away
3. Come to Milton Keynes
4. Internationalists
5. A Stone's Throw Away
6. The Stand Up Comic's Instructions
7. Boy Who Cried Wolf
8. A Man of Great Promise
9. Down in the Seine
10. The Lodgers
11. Luck
12. With Everything to Lose
13. Our Favourite Shop
14. Walls Come Tumbling Down